# Myōken
Myōken (妙見山 myōken-san, myōken-zan?) este un munte situat pe insula Honshu (insula principală din arhipelagul Japoniei). Este aflat la hotarul a două prefecturi -- Hyogo și Osaka.

## Galerie

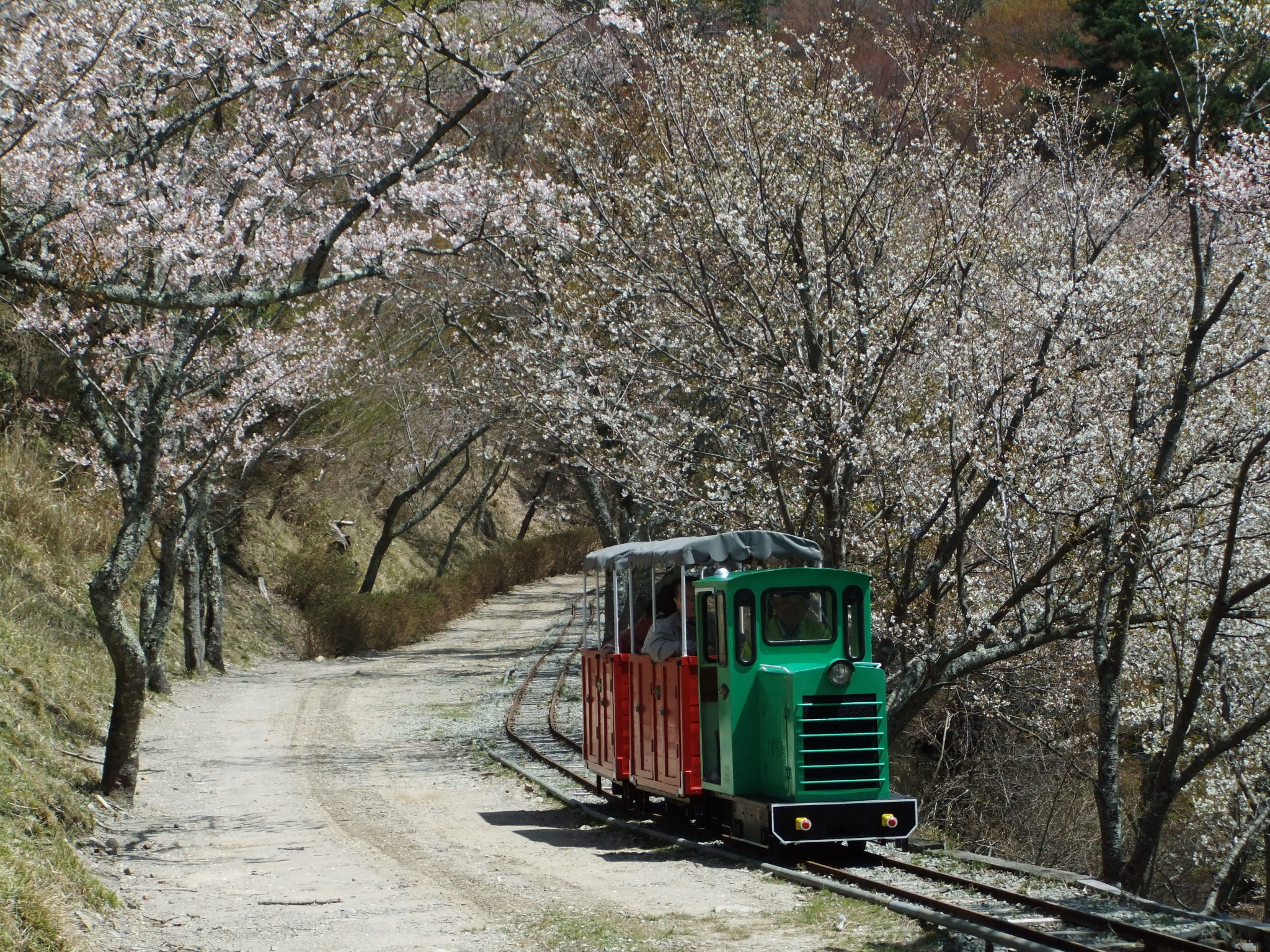
Arborii de sakura și calea ferată „Cygnus”
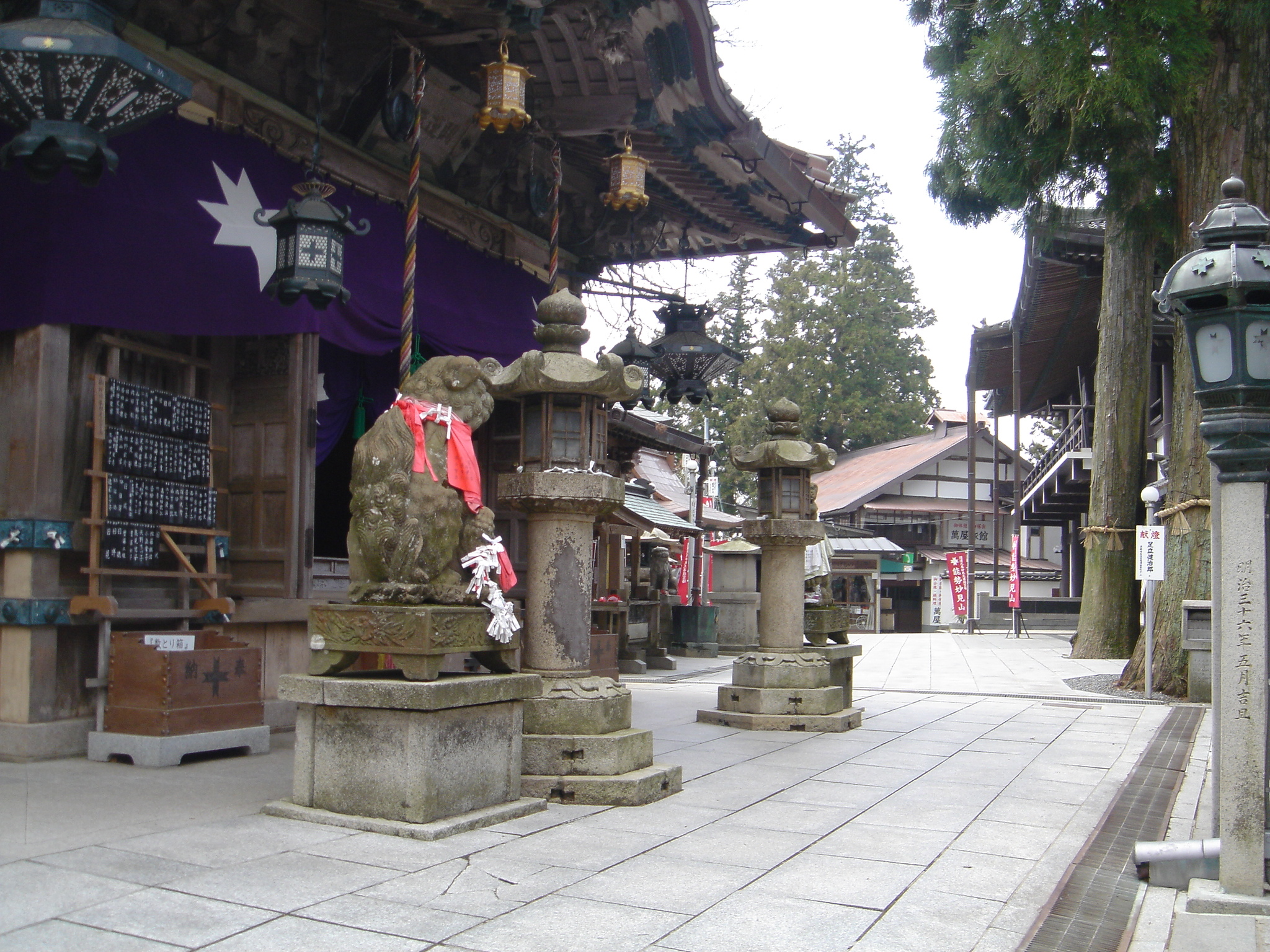
Templul budist (școala Nichiren) Myokengu
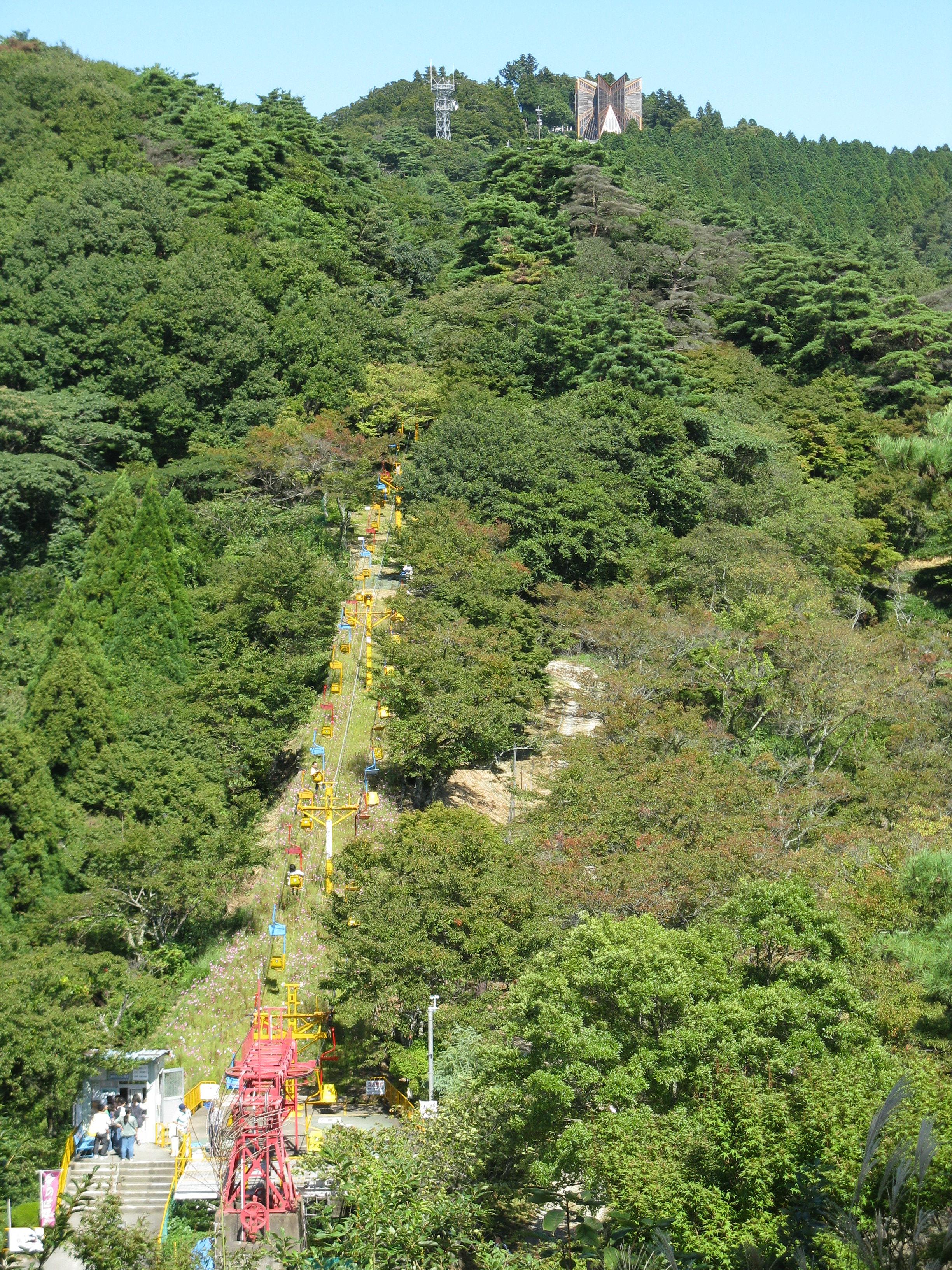
Vârful muntelui Myoken
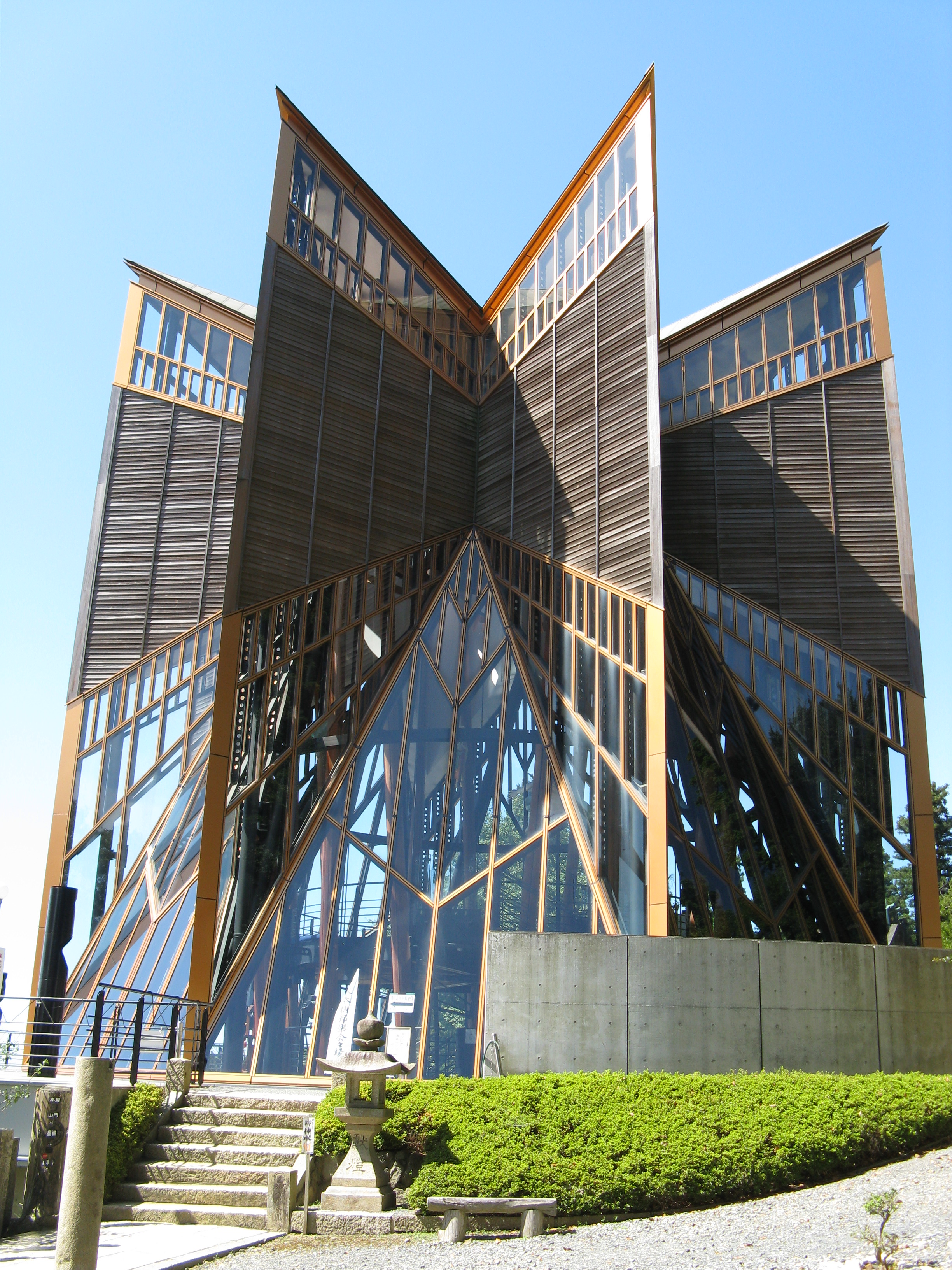
Clădirea Seirei de pe vârful muntelui